# Alexandre Chayanov
Alexander Vassilievitch Chayanov (en russe : Александр Васильевич Чаянов), 29 janvier 1888 – 3 octobre 1937, économiste agraire soviétique, spécialiste de la sociologie rurale et défenseur de l'agrarisme et des coopératives.

## Biographie
Alexandre Chayanov est né à Moscou, fils d'un marchand, Vassily Ivanovich Chayanov, et d'une agronome, Elena Konstantinovna (née Klepikova). Il fit ses études dans une Realschule (1899–1906) puis à l'Institut agronomique de Moscou (1906–1911) dont il fut diplômé. Il enseigna et publia alors des travaux sur le thème de l'agriculture jusqu'en 1914. Il a ensuite travaillé pour différentes institutions gouvernementales. En 1912 il avait épousé en premières noces Elena Vasilevna Grigorieva.
Il participa activement à la Révolution de Février. Auteur du programme agraire radical, il fut membre du comité directeur mis en place pour la préparation et la mise en œuvre des réformes agraires, membre du Conseil de la République Russe (en)(pré-parlement ), vice-ministre de l'agriculture dans le gouvernement provisoire (resté en fonction pendant environ deux semaines) et candidat à l'assemblée constituante pour la circonscription électorale de Vladimir à laquelle il n'a pas été élu.
Après la Révolution d'Octobre, Alexandre Chayanov a siégé dans plusieurs comités soviétiques pour la réforme agraire, a été membre du Narkomzem (en) et a occupé des postes d'enseignant et d'administration dans diverses universités et académies. En 1921, il épousa Olga Emmanuilovna Gurevich dont il eut deux fils, Nikita (1922) et Vasily (1925).
Il était partisan des coopératives agricoles, mais était sceptique quant à l'efficacité des grandes exploitations agricoles. Le scepticisme de Chayanov était fondé sur l'idée que les ménages, en particulier les ménages paysans qui pratiquent l'agriculture de subsistance, auraient tendance à ne produire que la quantité de nourriture dont ils ont besoin pour survivre. Il pensait que le gouvernement soviétique arriverait difficilement à forcer ces ménages à coopérer et à produire un excédent. Ces points de vue ont été fortement critiqués par Joseph Staline comme étant une défense des koulaks. Cependant, il s'est avéré que Chayanov avait vu juste au sujet des problèmes liés à la planification agricole soviétique.
En 1930, Chayanov a été arrêté dans le cadre de l'affaire du «Parti ouvrier paysan» (Трудовая крестьянская партия), fabriquée par le NKVD. Le nom de ce parti a été tiré d'un livre de science-fiction écrit par Chayanov dans les années 1920. Cette affaire était destinée à monter un procès spectacle, mais l'accusation s'est écroulée face à la forte résolution des défendeurs. Néanmoins, lors d'un procès secret en 1932, Chayanov a été condamné à cinq ans de déportation dans un camp de travail et exilé à Alma-Ata. Le 3 octobre 1937, Chayanov a été arrêté à nouveau, jugé et fusillé le même jour. Son épouse Olga a également été poursuivie et a passé 18 ans dans des camps de travail. Elle a été libérée en 1955 et est décédée en 1983. Chayanov a été réhabilité en 1987.

## Sa vision de l'économie agricole
Les principales œuvres de Chayanov sont deux ouvrages, publiés en russe : une théorie économique générale, Sur la théorie des systèmes économiques non capitalistes (1924)  et une étude plus spécifique, Organisation des fermes paysannes (1925). Ils furent traduits en anglais en 1966. La théorie de Chayanov du ménage paysan a influencé l'anthropologie économique. Le substantiviste Marshall Sahlins a poursuivi les idées de Chayanov dans sa théorie sur les modes de production domestique. Cependant, des auteurs postérieurs ont soutenu que l'approche néoclassique de l'économie de Chayanov était plutôt de type formaliste (i.e. non substantiviste).
Son livre, Le voyage de mon frère au pays de l'utopie paysanne prédisait un rapide transfert du pouvoir vers les paysans. Son héros s'éveille en 1984 dans « un pays où le village a conquis la ville, où les coopératives artisanales ont remplacé l'industrie ». Comme dans le Nous autres de Ievgueni Zamiatine, il comporte des éléments théosophiques.
Entre 1918 et 1928, Alexandre Chayanov écrivit cinq histoires gothiques, illustrées par des amis, qu'il publia à compte d'auteur sous les pseudonymes de Antropologiste A., Phytopathologiste U et Botaniste Kh..

## Équilibre travail-consommation
Plus il y a de personnes à charge dans un ménage, plus les travailleurs doivent travailler dur. Chayanov a proposé que les paysans travaillent aussi fort que nécessaire pour répondre à leurs besoins de subsistance, mais n'aient aucune incitation à aller au-delà de ces besoins, ralentissant donc et cessant de travailler une fois qu'ils auraient satisfait à ces besoins. Le principe de l'équilibre consommation-travail suppose donc que le travail augmentera jusqu'à ce qu'il atteigne les besoins du ménage. Cette vision de l'agriculture paysanne implique qu'elle ne se développera pas en capitalisme sans facteur externe additionnel. En outre, le mode de vie du paysan est considéré comme idéologiquement opposé au capitalisme dans la mesure où la famille travaille pour vivre et non pour en tirer profit.

## Le cycle familial
Chayanov a détaillé les différentes phases de la vie des exploitations agricoles familiales dans la Russie pré-révolutionnaire. Au début, le nombre de bouches à nourrir est faible (couple sans enfants) et le paysan peut, si cela est possible, accroître l'importance de son exploitation. Par la suite, avec les naissances, le rapport entre le nombre de bouches à nourrir et la force de travail augmente et la situation devient donc plus difficile. Puis, les enfants devenus plus grands et fréquentant très peu l'école, la force de travail augmente et l'exploitation peut à nouveau se développer. Enfin, lorsque les enfants quittent le foyer pour s'installer ailleurs, le capital accumulé est réparti entre parents et enfants, laissant à chacun de quoi survivre.

## Influences de Chayanov
Les idées de Chayanov lui ont survécu. Son travail a été redécouvert par les Occidentaux au milieu des années 1960. Les sociologues agricoles, les anthropologues et les ethnologues travaillant dans les pays en développement, où l'économie paysanne (en) reste un facteur prédominant, appliquent sa théorie pour mieux comprendre la nature de la ferme familiale. Halil İnalcık, historien de l'Empire ottoman, a appliqué ses idées au régime foncier des paysans dans l'Empire ottoman.
Il est également vu comme un inspirateur de la décroissance.